# Ceroplastes formosus
Ceroplastes formosus är en insektsart som beskrevs av Hempel 1900. Ceroplastes formosus ingår i släktet Ceroplastes och familjen skålsköldlöss. Inga underarter finns listade i Catalogue of Life.